# Bălan (Sălaj)
Pour les articles homonymes, voir Balan.
Bălan (en hongrois Almásbalázsháza, en allemand Blasenkirchen) est une commune roumaine du județ de Sălaj, dans la région historique de Transylvanie et dans la région de développement du Nord-ouest.

## Géographie

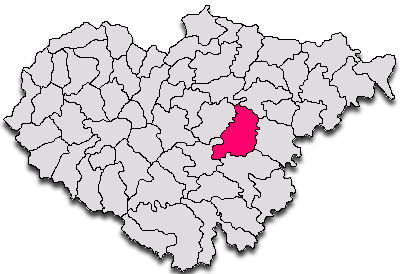
Localisation de Bălan dans le județ de Sălaj.

La commune de Bălan est située dans le centre-est du județ, dans la vallée de l'Almaș, à 14 km au sud de Jibou et à 45 km à l'est de Zalău, le chef-lieu du județ.
La municipalité est composée des cinq villages suivants (population en 2002) :
- Bălan (1 043), siège de la commune ;
- Chechiș (636) ;
- Chendrea (886) ;
- Gălpâia (489) ;
- Gâlgău Almașului (1 082).

## Histoire
La première mention écrite du village de Bălan date de 1399 alors que les villages de Chechiș, Chedrea et Gălpâia sont déjà mentionnés en 1350. Celui de Gâlgău Almașului est mentionné lui en 1560.
La commune, qui appartenait au royaume de Hongrie, faisait partie de la principauté de Transylvanie et elle en a donc suivi l'histoire.
Après le compromis de 1867 entre Autrichiens et Hongrois de l'empire d'Autriche, la principauté de Transylvanie disparaît et, en 1876, le royaume de Hongrie est partagé en comitats. Bălan intègre le comitat de Szilágy (Szilágy vármegye).
À la fin de la Première Guerre mondiale, l'Empire austro-hongrois disparaît et la commune rejoint la Grande Roumanie.
En 1940, à la suite du deuxième arbitrage de Vienne, elle est annexée par la Hongrie jusqu'en 1944, période durant laquelle sa communauté juive est exterminée par les nazis. Elle réintègre la Roumanie après la Seconde Guerre mondiale.

## Politique
| Parti | Parti                                                 | Sièges |
| ----- | ----------------------------------------------------- | ------ |
|       | Parti social-démocrate (PSD)                          | 7      |
|       | Parti national libéral (PNL)                          | 5      |
|       | Union nationale pour le progrès de la Roumanie (UNPR) | 1      |

## Démographie

### Ethnies
En 1910, à l'époque austro-hongroise, la commune comptait 5 557 Roumains (95,68 %) et 178 Hongrois (3,06 %).
En 1930, on dénombrait 5 772 Roumains (97,43 %), 38 Hongrois (0,64 %), 71 Juifs (1,20 %) et 42 Roms (0,71 %).
En 1956, après la Seconde Guerre mondiale, 6 804 Roumains (98,97 %) côtoyaient 13 Hongrois (0,19 %) et 54 Roms (0,79 %).
En 2002, la commune comptait 4 105 Roumains (99,25 %), 8 Hongrois (0,19 %) et 20 Roms (0,48 %). On comptait à cette date 1 903 ménages et 2 065 logements.

### Religions
En 2002, la composition religieuse de la commune était la suivante :
- Chrétiens orthodoxes, 79,23 % ;
- Pentecôtistes, 18,93 % ;
- Baptistes, 0,74 %.

## Économie
L'économie de la commune repose sur l'agriculture (nombreux vergers réputés et 350 ha de vignes) et l'élevage.

## Communications

### Routes
Bălan est située sur la route nationale DN1G qui relie Jibou avec la DN1F Zalău-Cluj-Napoca.

## Lieux et monuments

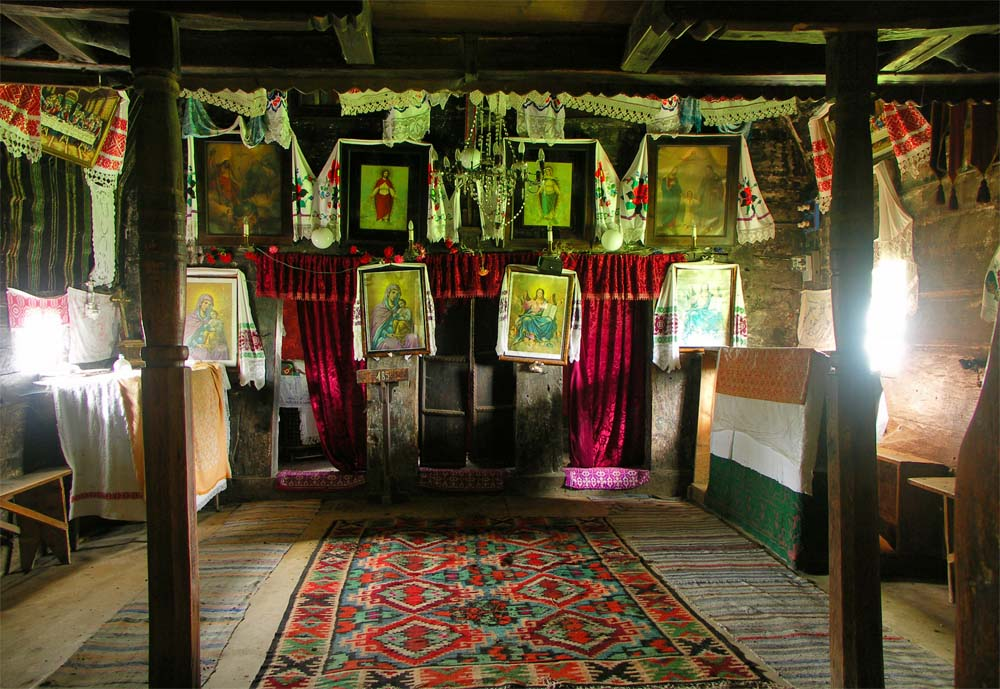
La nef et l'iconostase de l'église de Bălan Josani

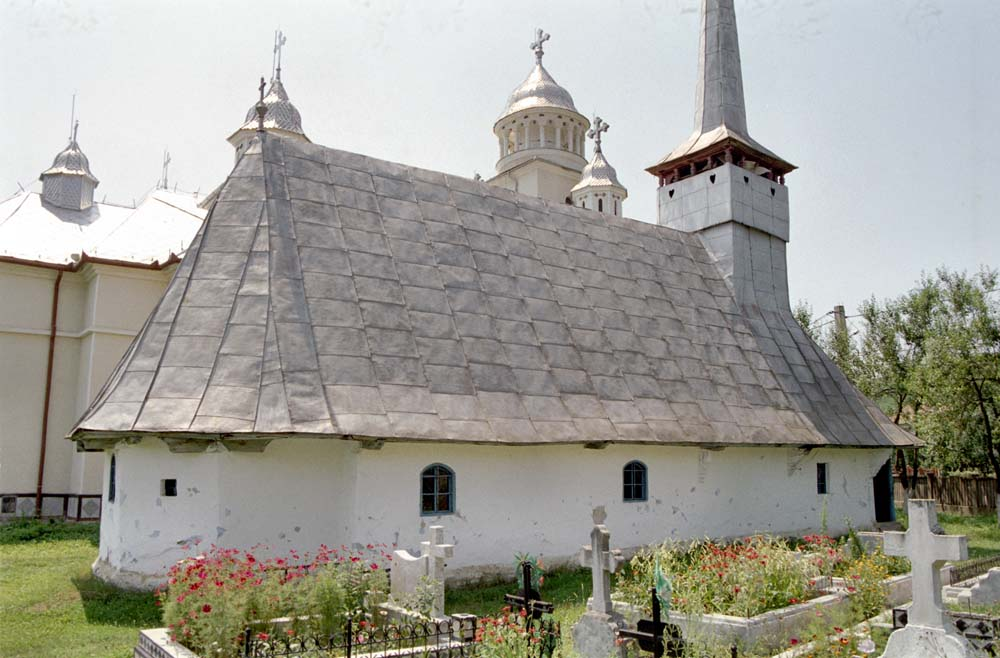
L'église de Chechiș

- Bălan Josani, église orthodoxe en bois des Sts Archanges datant de 1695[5].

- Bălan Cricova, église orthodoxe en bois de la Dormition de la Vierge datant de 1762[6].

- Bălan, ancienne église orthodoxe en bois du monastère de Bălan, dédiée à la Dormition de la Vierge et datant du XIXe siècle[7].

- Chechiș, église orthodoxe datant de 1795[8].

- Gâlgău Almașului, réserve naturelle du Jardin des Dragons (Gradina Zmeilor), où d'étranges éléments de pierre arborent toutes sortes de formes qui ont été dénommées d'après les légendes locales.